# Græshave Sogn
Græshave Sogn 
ist eine Kirchspielsgemeinde (dän.: Sogn)
auf der Insel Lolland im südlichen Dänemark.
Bis 1970 gehörte sie zur Harde Lollands Sønder Herred im damaligen Maribo Amt, danach zur Rudbjerg Kommune im Storstrøms Amt, die im Zuge der  Kommunalreform zum 1. Januar 2007 in der Lolland Kommune in der Region Sjælland aufgegangen ist.
Im Kirchspiel leben 134 Einwohner (Stand: 1. Januar 2023).
Im Kirchspiel liegt die Kirche „Græshave Kirke“.
Nachbargemeinden sind im Norden Søllested-Skovlænge-Gurreby Sogn, im Osten Landet Sogn, im Süden Gloslunde Sogn und Dannemare Sogn, im Südwesten Tillitse Sogn und im Nordwesten Arninge Sogn.